# Harriet Hudson
Harriet Hudson (23 de janeiro de 1998) é uma remadora australiana, medalhista olímpica.

## Carreira
Hudson estudou em Somerville House em Brisbane, onde começou a remar. Ela conquistou a medalha de bronze nos Jogos Olímpicos de Verão de 2020 em Tóquio com a equipe da Austrália no skiff quádruplo feminino, ao lado de Ria Thompson, Rowena Meredith e Caitlin Cronin, com o tempo de 6:12.08.